# Tina Morpurgo
Tina Morpurgo (Split, 6. ožujka 1907. – koncentracijski logor Banjica, 1. lipnja 1944.) je bila hrvatska slikarica iz Splita.

## Životopis
Rodila se 1907. godine u Splitu u obitelji aškenaskih Židova, poznatih splitskih knjižara i poduzetnika. Hrvatski preporoditelj Vid Morpurgo bio je brat njezinog djeda po ocu, Josipa Morpurga, odnosno stric njezinog oca Viktora Morpurga. Nakon što je završila srednju školu posvetila se slikarstvu. 1931. godine održala je prvu samostalnu izložbu na kojoj je izložila pedesetak radova u tehnici ulja, tempere i crteža. Slikala je krajobraze splitske okolice i mrtvu prirodu u realističkom stilu. 1932. godine pošla je u privatnu školu u Trst, gdje je imala rodbinu. Planirala je nastaviti školovanje i slikarski se razvijati u Münchenu, no uspon nacista i svjetska gospodarska kriza prisilili su je ostati u rodnom gradu te je prestala slikati. 1943. godine je, zajedno s roditeljima, deportirana u sabirni logor na Banjici. 1. lipnja 1944. godine ubilo ju je osoblje Schutzstaffela na stratištu Jajincima, kamo su odvodili logoraše iz Banjice na smaknuće. Unatoč toj poznatoj činjenici Tina Morpurgo je zbog komunističke politike lažno navedena kao žrtva logora Jasenovac. Preživjeli članovi njezine obitelji i prijatelji sačuvali su njezine slike. Iste su poslije izložene, 1974. godine, u židovskoj zajednici u Splitu, židovskoj zajednici u Beogradu te 1975. godine u Židovskom povijesnom muzeju u Beogradu.

## Vanjske poveznice
- Plakat